# Candido Amantini
Candido Amantini (Bagnolo, 31 de enero de 1914 - Roma, 22 de septiembre de  1992) fue un sacerdote católico pasionista y exorcista italiano.

## Biografía
Nació en Bagnolo en 1914. Obtuvo la licenciatura de Teología en la Pontificia Universidad Angelicum de Roma, y fue ordenado sacerdote en 1937.  
Enseñó Sagradas Escrituras y hebreo. Fue autor de la obra El Misterio de María, sobre la Virgen María. Amantini también tuvo contacto con el Padre Pío de Pietrelcina. El Padre Pío dijo de él: "El Padre Cándido es un sacerdote según el corazón de Dios". Durante 36 años fue exorcista del santuario de la Scala santa de Roma. Su discípulo, el padre Gabriele Amorth, le sucedió en el cargo cuando se retiró.
Falleció en la ciudad de Roma el 22 de septiembre de 1992. Actualmente, desde el 13 de julio de 2012, se encuentra en proceso de beatificación.